# Krishna Poonia
Krishna Poonia (* 5. Mai 1982 in Gagarwas, Rajasthan) ist eine ehemalige indische Leichtathletin, die sich auf den Diskuswurf spezialisiert hat. Zudem ist sie als Politikerin aktiv.

## Sportliche Laufbahn
Erste internationale Erfahrungen sammelte Krishna Poonia im Jahr 2004, als sie bei den Südasienspielen in Islamabad mit einer Weite von 49,17 m die Silbermedaille hinter ihrer Landsfrau Seema Punia gewann. Im Jahr darauf gewann sie bei den Asienmeisterschaften im südkoreanischen Incheon mit 57,67 m die Bronzemedaille hinter den Chinesinnen Song Aimin und Sun Taifeng. 2006 belegte sie bei den Commonwealth Games in Melbourne mit 58,65 m den fünften Platz und nahm anschließend erstmals an den Asienspielen in Doha teil und gewann dort mit einem Wurf auf 61,53 m die Bronzemedaille hinter den Chinesinnen Song Aimin und Ma Xuejun. Eine weitere Bronzemedaille gewann sie bei den Leichtathletik-Asienmeisterschaften 2007 in Amman mit 55,38 m hinter den Chinesinnen Xu Shaoyang und Li Yanfeng. Anschließend schied sie bei den Weltmeisterschaften in Osaka mit 57,17 m in der Qualifikation aus. Im Jahr darauf nahm sie dann an den Olympischen Spielen in Peking teil, verpasste dort aber mit 58,23 m den Finaleinzug.
2009 schied sie bei den Weltmeisterschaften in Berlin mit 56,75 m erneut in der Qualifikation aus, gewann anschließend aber bei den Asienmeisterschaften in Guangzhou mit 59,84 m die dritte Bronzemedaille in Folge, diesmal hinter den Chinesinnen Song Aimin und Ma Xuejun. 2010 gewann sie bei den Commonwealth Games in Neu-Delhi mit 61,51 m die erste Leichtathletik-Goldmedaille für das Gastgeberland in diesen Wettkämpfen seit dem Jahr 1952 und wurde deshalb mit dem Arjuna Award ausgezeichnet. Bei den Asienspielen in Guangzhou errang sie mit 61,94 m erneut die Bronzemedaille hinter den Chinesinnen Li Yanfeng und Song Aimin. 2011 wurde sie bei den Asienmeisterschaften in Kōbe mit 56,23 m Vierte und im Jahr darauf belegte sie bei den Olympischen Spielen in London mit 63,62 m im Finale den sechsten Platz. 2013 belegte sie bei den Asienmeisterschaften in Pune mit 55,01 m erneut den vierten Platz und im Jahr darauf wurde sie bei den Commonwealth Games in Glasgow mit 57,84 m Fünfte, ehe sie bei den Asienspielen in Incheon mit 55,57 m Rang vier erreichte. 2016 bestritt sie in Jacksonville ihren letzten Wettkampf und beendete daraufhin ihre Karriere als Leichtathletik im Alter von 34 Jahren.
In den Jahren von 2006 bis 2008 wurde Poonia indische Meisterin im Diskuswurf.

## Politische Laufbahn
2013 trat sie dem Indischen Nationalkongress bei und wurde 2018 in die Rajasthan Legislative Assembly gewählt, nachdem sie bei der Wahl 2013 noch gescheitert war. 2019 trat sie zur Wahl für die Lok Sabha für den Wahlkreis Jaipur Rural an, scheiterte dort aber gegen den Kandidaten der Bharatiya Janata Party, Rajyavardhan Singh Rathore.